# Episodi di L'imperatrice (seconda stagione)
La seconda stagione della serie televisiva L'imperatrice (Die Kaiserin), composta da sei episodi, è stata interamente pubblicata sul servizio di streaming on demand Netflix il 22 novembre 2024.
| nº | Titolo originale | Titolo italiano              | Pubblicazione    |
| -- | ---------------- | ---------------------------- | ---------------- |
| 1  |                  | Un erede al trono            | 22 novembre 2024 |
| 2  |                  | Il sogno                     | 22 novembre 2024 |
| 3  |                  | Una lettera dell'imperatrice | 22 novembre 2024 |
| 4  |                  | Le stelle di giorno          | 22 novembre 2024 |
| 5  |                  | La foresta dentro di noi     | 22 novembre 2024 |
| 6  |                  | Possiamo solo avere speranza | 22 novembre 2024 |

## Un erede al trono
- Titolo originale:
- Diretto da: Maximilian Erlenwein e Barbara Ott
- Scritto da: Katharina Eyssen, Bernd Lange e Janna Maria Nandzik

### Trama
Nell'anno 1856 Elisabetta di Baviera, imperatrice dell'Impero austro-ungarico, è madre di una bambina, Sofia "Flenchen" ed è in attesa di un secondo figlio. Le esperienze avute negli anni precedenti con i suoi sudditi, l'hanno convinta a creare un rapporto di maggiore vicinanza con questi. Organizza quindi un evento rivolto ai rappresentanti delle popolazioni assogettate, che si presentano in massa al ballo. Durante la presentazione dei delegati, Adolfo Tadini, tra i rappresentanti del Regno Lombardo-Veneto, dona all'imperatrice, al cospetto dell'imperatore Francesco Giuseppe, una lingua di mucca tagliata, simbolo dell'oppressione straniera. Ucciso dopo un veloce inseguimento dalle guardie reali, Adolfo muore sotto lo sguardo di Elisabetta. L'imperatore convoca il consiglio di guerra per avere chiarimenti sulla situazione a Milano e in Lombardia, a lui sconosciuta. Il ministro Boul lo informa che in Piemonte il primo ministro Camillo Benso di Cavour sta cercando contatti con l'Impero di Francia per ottenere alleati che possano contribuire alla rivincita della sconfitta subita nella prima guerra d'indipendenza italiana dove Carlo Alberto di Savoia si presentò da solo. Leontine ha una relazione segreta col ministro Alexander von Bach, primo consigliere dell'imperatore. L'arciduca Massimiliano, fratello dell'imperatore, è in esilio consumato dal rimorso. Elisabetta anticipa il travaglio che risulta difficoltoso e la pone in fin di vita, dando alla luce una bambina, Gisella.
- Altri interpreti: Alberto Vecchiato (Adolfo Tadini), Leopold Hornung (ministro Boul)

## Il sogno
- Titolo originale:
- Diretto da: Maximilian Erlenwein e Barbara Ott
- Scritto da: Katharina Eyssen, Bernd Lange e Janna Maria Nandzik

### Trama
Dopo il parto, Elisabetta rimane per giorni priva di conoscenza, e nei suoi deliri sogna il lombardo Adolfo che cerca di parlarle. Francesco Giuseppe, preoccupato per l'instabilità della politica europea, cerca alleati e convoca il fratello Massimiliano affidandogli l'incarico di un viaggio a Parigi per negoziare un'alleanza con Napoleone III. Durante il viaggio fa conoscenza con Carlotta del Belgio; tra i due giovani nasce un amore improvviso. Napoleone promette a Massimiliano di valutare la proposta dell'imperatore, ma contemporaneamente tratta con Camillo Benso di Cavour. Elisabetta, ancora provata dal parto, accetta che la suocera, Sofia, si occupi dell'educazione delle figlie.
- Altri interpreti: Josephine Thiesen (Carlotta del Belgio), Christophe Favre (Napoleone III)

## Una lettera dell'imperatrice
- Titolo originale:
- Diretto da: Maximilian Erlenwein e Barbara Ott
- Scritto da: Katharina Eyssen, Bernd Lange e Janna Maria Nandzik

### Trama
Elisabetta e Francesco Giuseppe compiono un viaggio nei territori dell'Impero, venendo accolti con entusiasmo, fino all'arrivo nella città di Milano. Gli abitanti, istruiti dalle indicazioni di Giuseppe Garibaldi, oppongono una silenziosa opposizione. Colpiti dall'atteggiamento dei milanesi, l'imperatore e la moglie si ritirano nel palazzo del governatore Josef Radetzky. Qui vengono raggiunti da Massimiliano che presenta la fidanzata Carlotta, nella speranza che il fratello gli conceda il permesso di matrimonio. Durante la cena Elisabetta e Massimiliano si uniscono nel sollecitare maggiori libertà verso la popolazione, ricevendo una netta opposizione di Radetzky e del generale Ferenc Gyulay, e una brusca reazione dell'imperatore. Il giorno successivo l'imperatrice, accompagnata dal marito, si reca in incognito a trovare la famiglia di Adolfo Tadini, il giovane lombardo ucciso a corte. Qui la coppia viene accolta con profonda ospitalità e rispetto. Francesco Giuseppe, sollevato da questo atteggiamento, rientra a palazzo e concede il perdono al fratello, nominandolo nuovo governatore del Lombardo-Veneto. Napoleone III è a colloquio in francese con il primo ministro del Regno di Sardegna, Camillo Benso, conte di Cavour.
- Altri interpreti: Beatrice Schiros (madre di Alfredo Tadini), Lorenzo Motta (Gino Tadini), Andrea Bruschi (padre di Alfredo Tadini), Fabiana Chiorri (Giulia), Bernd Birkhahn (Josef Radetzky), Christian Bayer (Ferenc Gyulay), Josephine Thiesen (Carlotta del Belgio), Christophe Favre (Napoleone III), Jérôme Pouly (Conte Cavour)

## Le stelle di giorno
- Titolo originale:
- Diretto da: Maximilian Erlenwein e Barbara Ott
- Scritto da: Katharina Eyssen, Bernd Lange e Janna Maria Nandzik

### Trama
Nel 1857 Elisabetta e Francesco Giuseppe affrontano un viaggio di stato in Ungheria, accompagnati dalle due figlie, Sofia e Gisella. A Vienna Sofia scopre con rammarico le inclinazioni omosessuali del figlio minore, Carlo, che s'infatua di un giovane barone che lo accompagna al pianoforte. L'imperatrice madre chiede conforto al cardinale presente a corte, che punisce il giovane con esercizi spirituali e punizioni corporali. Leontine è incinta, e viene scoperta da Charlotte, diventata la prima dama di compagnia dell'imperatrice Elisabetta. Il ministro Alexander von Bach riceve la visita del padre della vera contessa von Apafi, e scopre che Leontine è un'impostora. Durante un duro scontro, le chiede di allontanarsi da corte con discrezione, non venendo a conoscenza dell'attesa di un figlio. In Ungheria il viaggio procede con la piccola Sofia debilitata dalla febbre. A causa di un consiglio medico errato, la bambina non viene curata nel modo adeguato e dopo alcuni giorni muore, vegliata dai genitori.

## La foresta dentro di noi
- Titolo originale:
- Diretto da: Maximilian Erlenwein e Barbara Ott
- Scritto da: Katharina Eyssen, Bernd Lange e Janna Maria Nandzik

### Trama
Durante il funerale della principessa Sofia Elisabetta si scaglia con rabbia contro il marito Francesco Giuseppe, accusandolo di essere il responsabile della morte della figlia. L'imperatrice lascia il palazzo e si rifugia nella casa paterna in Baviera. L'imperatore, consumato dal dolore, perde la razionalità che lo contraddistingue e affida al ministro Boul la supervisione delle manovre militari nel Lombardo-Veneto. Il governatore Massimiliano, fratello di Francesco Giuseppe, viene esautorato e sostituito dal generale Gyulay. Massimiliano e la moglie Carlotta non riescono a procreare, e l'uomo scopre la possibile sterilità legata a complicanze passate legate a una malattia sessualmente trasmissibile. Col tempo Elisabetta e Francesco Giuseppe si riconciliano. L'imperatore viene intanto manipolato da Napoleone III che lo convince, a fronte di una possibile alleanza, a dichiarare guerra al Regno di Sardegna.

## Possiamo solo avere speranza
- Titolo originale:
- Diretto da: Maximilian Erlenwein e Barbara Ott
- Scritto da: Katharina Eyssen, Bernd Lange e Janna Maria Nandzik

### Trama
Nel 1858 Elisabetta da alla luce il figlio maschio atteso dalla corte come erede al trono, Rodolfo. Charlotte informa l'imperatrice della maternità di Leontine che avvisa immediatamente il padre Alexander von Bach. Francesco Giuseppe e la madre Sofia intendono unire in matrimonio la sorella minore di Elisabetta, Maria Sofia "Mimì" con Francesco II delle Due Sicilie per consolidare un'alleanza politica negli eventi storici coincidenti con la seconda guerra d'indipendenza italiana. L'imperatore viene a conoscenza del falso rapporto d'amicizia con Napoleone III e il suo coinvolgimento nelle insurrezioni popolari a Milano. Come prima conseguenza il monarca licenzia i suoi ministri, von Bach rassegna invece le sue dimissioni per intraprendere la ricerca della sua amata Leontine. I primi scontri tra l'esercito francese e quello austriaco provocano migliaia di morti, e questa situazione convince Elisabetta a esortare la sorella minore al matrimonio con il re del Regno delle Due Sicilie. Francesco Giuseppe si unisce ai soldati in prima linea, non prima di avere un'accesa discussione col fratello Massimiliano, che decide di abbandonare la corte con la moglie Carlotta.